# Alrijne Ziekenhuis Leiden
Het Diaconessenhuis, sinds 1 januari 2015 onderdeel van het Alrijne Ziekenhuis en ook onder meer aangeduid als Alrijne Ziekenhuis Leiden, is een algemeen ziekenhuis in Leiden, in de Nederlandse provincie Zuid-Holland. Het in 1897 opgerichte ziekenhuis is sinds 1963 gelegen bij de Leidse Hout. Het ziekenhuis heeft ruim 1200 medewerkers, 70 medisch specialisten en 300 bedden. De polikliniek Eerste hulp (EHBO) is gesloten en er wordt doorverwezen naar locatie Leiderdorp

## Geschiedenis

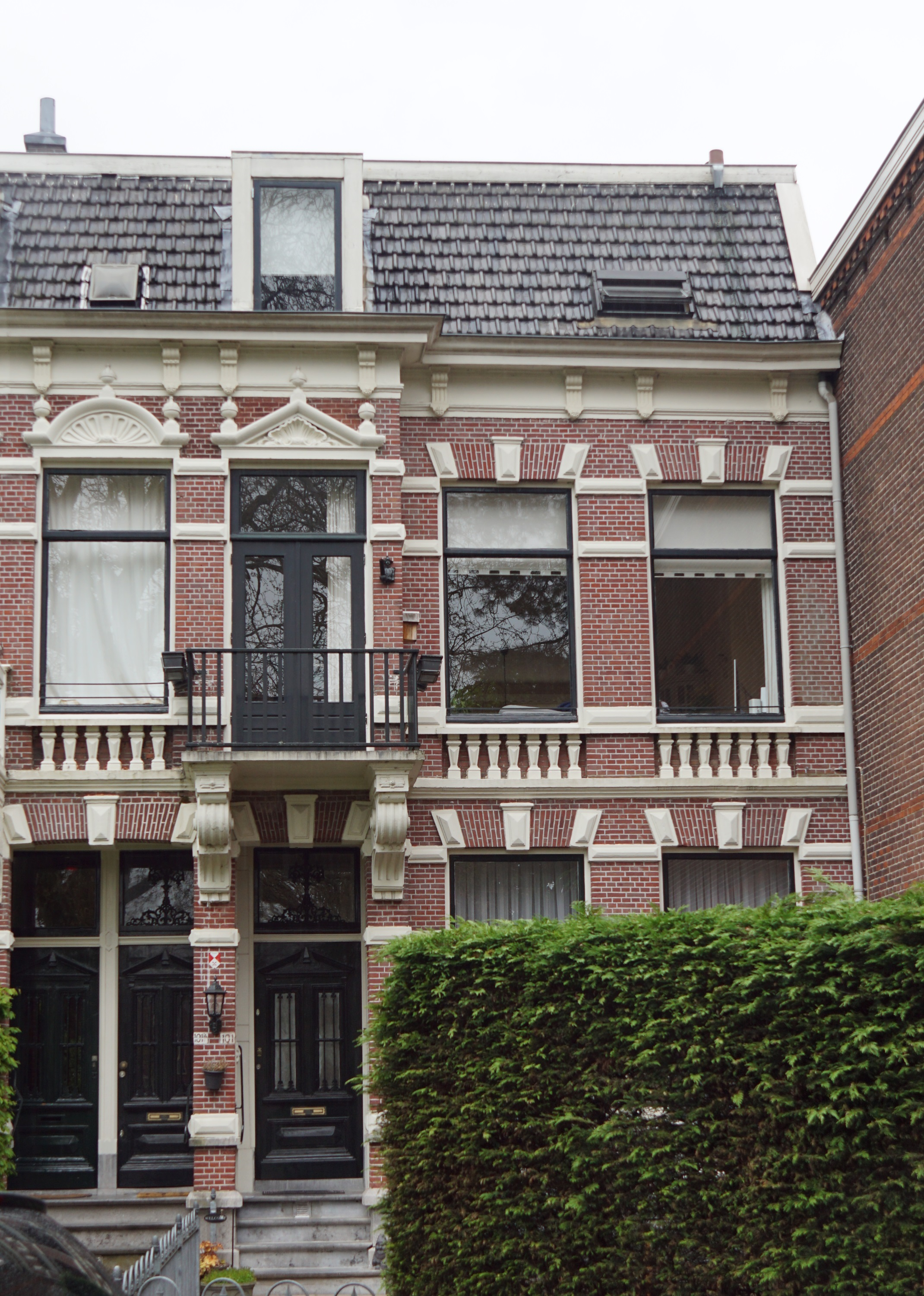
Plantsoen 101

De Christelijke Vereniging voor ziekenverpleging 'Het Diaconessenhuis' te Leiden vestigde haar eerste verpleeginrichting in april 1897 in een herenhuis aan het Plantsoen 101. De officiële opening vond plaats op 2 juni 1897. Al snel werd besloten tot nieuwbouw, waarmee in 1900 werd begonnen. Op 19 november 1901 werd het nieuwgebouwde Diaconessenhuis geopend aan de Witte Singel 27 te Leiden. Er was in eerste instantie plaats voor 40 patiënten, maar het ziekenhuis groeide snel. In 1914 werd de kraamkliniek ondergebracht in de reeds in april 1903 aangekochte belendende villa Buitenzorg. Later werd dit het zustershuis.
Met de sluiting in 1924 van het Hôpital Wallon nam het aantal patiënten extra toe. Mede daarom werd de capaciteit in 1927 vergroot met een aanbouw aan de achterzijde (groter dan het oorspronkelijke gebouw) tot 120 bedden. In 1935 werd er nog een nieuwe afdeling voor de polikliniek en het laboratorium geopend aan de Groenhovenstraat.
Tijdens de Tweede Wereldoorlog vorderde de Duitse bezetter het ziekenhuis. Het Diaconessenhuis werd van 1942 tot augustus 1945 ondergebracht in het Zendingshuis te Oegstgeest. Inmiddels waren er 130 bedden en 60 verpleegsters. In 1947 werd een eenvoudig zusterspaviljoen in de tuin gebouwd, waardoor het aantal bedden met 40 steeg tot 170.
Al sinds 1938 werd de vraag naar uitbouw of een nieuw ziekenhuis besproken met de Rijkscommissie voor uitbreiding. Door de oorlog en de volgende schaarste leidde dat lange tijd tot niets. Pas in december 1956 kreeg men toestemming voor de bouw van een nieuw ziekenhuis. De bouw, naar een ontwerp van de architecten Cramer en Kruisheer, begon in 1958, waarna in december 1963 het nieuwe ziekenhuis in gebruik werd genomen. De locatie aan de Witte Singel werd volledig gesloopt om plaats te maken voor de nieuwe faculteitsgebouwen en bibliotheek van de Rijksuniversiteit Leiden.

## Fusie
Het Diaconessenhuis Leiden en Rijnland Zorggroep zijn op 1 januari 2015 gefuseerd en samen verdergegaan onder de nieuwe naam Alrijne Zorggroep, waar Alrijne Ziekenhuis deel van uitmaakt.